# Jack Middelburg
Jack Middelburg (Naaldwijk, 30 de abril de 1952 - Groningen, 3 de abril de 1984) fue un piloto neerlandés que disputó Grand Prix motorcycle road racer. Él junto a Wil Hartog y Boet van Dulmen, fue la generación de pilotos neerlandeses que compitieron en el primer nivel durante la década de los 70. Middelburg nunca corrió con una moto oficial, aunque a pesar de ello, consiguió unos resultados notables.

## Biografía

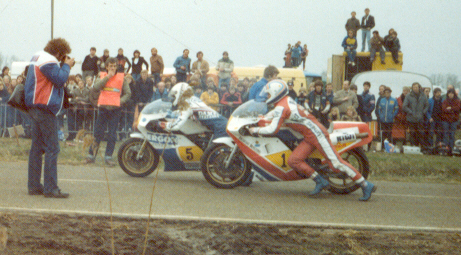
Jack Middelburg (izquierda) con Boet van Dulmen en la salida de Heeswijk en 1982

Middelburg se convirtió en el segundo neerlandés que ganaría un Gran Premio en Gran Premio de los Países Bajos de 1980 de 500 cc, en 1981 y venció de forma sorprendente al campeón  Kenny Roberts en Gran Premio de Gran Bretaña de 1981. Su mejore años fueron entre 1979 y 1981, cuando acabó en el séptimo lugar de la clasificación general de 500cc. Middelburg fue el primer privado en ganar una carrera de 500cc.
Middelburg falleció compitiendo una carrera urbana en la ciudad holandesa de Tolbert en 1984.

## Resultados
Sistema de puntuación desde 1969 hasta 1987:
| Posición | 1.º | 2.º | 3.º | 4.º | 5.º | 6.º | 7.º | 8.º | 9.º | 10.º |
| Puntos   | 15  | 12  | 10  | 8   | 6   | 5   | 4   | 3   | 2   | 1    |

(Carreras en negrita indica pole position, carreras en cursiva indica vuelta rápida)
| Año  | Cat.  | Moto   | 1       | 2       | 3       | 4       | 5       | 6       | 7       | 8       | 9       | 10      | 11      | 12      | Pts. | Pos. |
| ---- | ----- | ------ | ------- | ------- | ------- | ------- | ------- | ------- | ------- | ------- | ------- | ------- | ------- | ------- | ---- | ---- |
| 1977 | 350cc | Yamaha | VEN -   |         | GER -   | NAT -   | SPA -   | FRA -   | YUG -   | NED 11  | SWE -   | FIN -   | CZE -   | GBR -   | 0    | -    |
| 1977 | 500cc | Suzuki | VEN -   | AUT -   | GER -   | NAT -   |         | FRA -   | NED 11  | BEL -   | SWE -   | FIN -   | CZE -   | GBR -   | 0    | -    |
| 1978 | 350cc | Yamaha | VEN -   |         | AUT DNQ | FRA -   | NAT -   | NED 13  | SWE Ret | FIN -   | GBR 16  | GER Ret | CZE -   | YUG -   | 0    | -    |
| 1978 | 500cc | Suzuki | VEN -   | SPA -   | AUT Ret | FRA -   | NAT -   | NED 15  | BEL -   | SWE 13  | FIN -   | GBR 14  | GER 11  |         | 0    | -    |
| 1979 | 500cc | Suzuki | VEN -   | AUT 15  | GER 7   | NAT 7   | SPA 7   | YUG Ret | NED 7   | BEL DNS | SWE 2   | FIN 4   | GBR DNS | FRA -   | 36   | 7.º  |
| 1980 | 500cc | Yamaha | NAT DNS | SPA 15  | FRA Ret | NED 1   | BEL Ret | FIN Ret | GBR 9   | GER 8   |         |         |         |         | 20   | 9.º  |
| 1981 | 500cc | Suzuki | AUT 8   | GER 8   | NAT 7   | FRA 9   | YUG DNS | NED 5   | BEL 6   | RSM 7   | GBR 1   | FIN 4   | SWE 3   |         | 60   | 7.º  |
| 1982 | 500cc | Suzuki | ARG 9   | AUT Ret | FRA DNS | SPA Ret | NAT -   | NED Ret | BEL Ret | YUG 6   | GBR -   | SWE -   | RSM 5   | GER Ret | 13   | 16.º |
| 1983 | 500cc | Honda  | RSA -   | FRA 10  | NAT Ret | GER 11  | SPA 8   | AUT 8   | YUG 11  | NED 6   | BEL Ret | GBR Ret | SWE DNS | RSM Ret | 12   | 12.º |